# Модель Хестона
В финансовой математике, модель Хестона — это математическая модель, предложенная Стивеном Хестоном, которая описывает совместную динамику цены базового актива и его волатильности. Поведение волатильности предполагается стохастичным: волатильность актива не только не является постоянным параметром модели, но изменяется согласно определённому случайному процессу.

## Базовая модель Хестона
Базовая модель Хестона предполагает, что St, цена актива, определяется стохастическим процессом:
{\displaystyle dS_{t}=\mu S_{t}\,dt+{\sqrt {\nu _{t}}}S_{t}\,dW_{t}^{S}\,}
где {\displaystyle \nu _{t}}, мгновенная дисперсия, задаётся процессом CIR:
{\displaystyle d\nu _{t}=\kappa (\theta -\nu _{t})\,dt+\xi {\sqrt {\nu _{t}}}\,dW_{t}^{\nu }\,}
а {\displaystyle {\scriptstyle dW_{t}^{S},\;dW_{t}^{\nu }}} — винеровские процессы (то есть случайные блуждания) с корреляцией ρ, или, эквивалентно, с ковариацией ρ dt.
Параметры, использованные выше, имеют следующий смысл:
- μ — частота возвращения актива.
- θ — длинная дисперсий, или длинное средние дисперсии цены; при стремлении t к бесконечности, ожидаемое значение νt стремится к θ.
- κ — частота, с которой νt возвращается к θ.
- ξ — волатильность волатильности; как и предполагает название, она определяет дисперсию νt.

Если параметры подчиняются следующему условию (известному как условие Феллера), тогда процесс {\displaystyle \nu _{t}} строго положителен
{\displaystyle 2\kappa _{t}\theta \geq \xi ^{2}\,.}

## Обобщения
Для того, чтобы принять во внимание все свойства профиля волатильности, модель Хестона не является достаточно гибкой. Может быть необходимо добавить к ней дополнительные степени свободы.
Первое прямое обобщение это позволить параметрам зависеть от времени. Тогда динамика модели имеет вид:
{\displaystyle dS_{t}=\mu S_{t}\,dt+{\sqrt {\nu _{t}}}S_{t}\,dW_{t}^{S}\,.}
Здесь {\displaystyle \nu _{t}}, мгновенная дисперсия, задаётся зависящим от времени процессом CIR:
{\displaystyle d\nu _{t}=\kappa _{t}(\theta _{t}-\nu _{t})\,dt+\xi _{t}{\sqrt {\nu _{t}}}\,dW_{t}^{\nu }\,}
а {\displaystyle {\scriptstyle dW_{t}^{S},\;dW_{t}^{\nu }}} — винеровские процессы (то есть случайные блуждания) с корреляцией ρ. Для того, чтобы сохранить трактовку модели необходимо потребовать, чтобы параметры были кусочно-постоянными.
Другой подход состоит в добавлении второго процесса с независимой от первого дисперсией.
{\displaystyle dS_{t}=\mu S_{t}\,dt+{\sqrt {\nu _{t}^{1}}}S_{t}\,dW_{t}^{S,1}+{\sqrt {\nu _{t}^{2}}}S_{t}\,dW_{t}^{S,2}\,}
{\displaystyle d\nu _{t}^{1}=\kappa ^{1}(\theta ^{1}-\nu _{t}^{1})\,dt+\xi ^{1}{\sqrt {\nu _{t}^{1}}}\,dW_{t}^{\nu ^{1}}\,}
{\displaystyle d\nu _{t}^{2}=\kappa ^{2}(\theta ^{2}-\nu _{t}^{2})\,dt+\xi ^{2}{\sqrt {\nu _{t}^{2}}}\,dW_{t}^{\nu ^{2}}\,}
Существенное обобщение модели Хестона, делающее стохастически не только волатильность, но и среднее было предложено Лин Ченом (1996). В модели Чена динамика мгновенной процентной ставки устанавливается формулами:
{\displaystyle dr_{t}=(\theta _{t}-r_{t})\,dt+{\sqrt {r_{t}}}\,\sigma _{t}\,dW_{t},}
{\displaystyle d\alpha _{t}=(\zeta _{t}-\alpha _{t})\,dt+{\sqrt {\alpha _{t}}}\,\sigma _{t}\,dW_{t},}
{\displaystyle d\sigma _{t}=(\beta _{t}-\sigma _{t})\,dt+{\sqrt {\sigma _{t}}}\,\eta _{t}\,dW_{t}.}

## Реализация
Тонкости реализации модели Хестона с правильным учётом числа оборотов вокруг начала координат в комплексной плоскости для функции комплексного логарифма, составляющего часть решения для цены опциона, было впервые приведено в статье Кристиана Кала и Петера Якеля.
Информация о том, как использовать преобразование Фурье для оценки опционов приведено в статье Питера Карра и Дилипа Мадана.
Обобщение модели Хестона со случайными процентными ставками приведено в статье Гржелака и Остерли.
Вывод замкнутого решения для цен опционов для зависящей от времени модели Хестона приведён в статье Гобе и др.
Вывод замкнутого решения для цен опционов для двойной модели Хестона приведён в статьях Кристоферсена
и Готье.